# Pallacanestro Varese 1982-1983
Nel Campionato 1982-83 la Pallacanestro Varese, sponsorizzata Cagiva, sostituisce la coppia di giocatori stranieri; al posto di Frank Brickowski, trasferitosi in Francia, e di Tim Bassett, ritiratosi dall'agonismo, subentrano gli statunitensi Kevin Magee e Cedrick Hordges.
In campionato la Federazione instaura il campionato a sedici squadre; la Pallacanestro Varese disputa la sola competizione nazionale, e al termine dei Play-off si qualifica ottava.

## Rosa 1982/83
- Gianluca Pol
- Francesco Anchisi
- Luigi Mentasti
- Fabrizio Della Fiori
- Enzo Carraria
- Fabio Colombo
- Stefano Maguolo
- Kevin Magee
- Francesco Vescovi
- Alberto Mottini
- Giuseppe Gergati
- Cedrick Hordges
- Allenatore:
  -  Richard Percudani

## Statistiche
| COMPETIZIONE        | GIOCATE | VINTE | PERSE | F    | S    | PIAZZAMENTO |  |
| CAMPIONATO completo | 35      | 20    | 15    | 2874 | 2822 | 8           |  |
| TORNEI E AMICHEVOLI | 28      | 16    | 12    | 2663 | 2655 | -           |  |

## Fonti
- "Pallacanestro Varese 50 anni con voi" di Augusto Ossola
- Lega Basket [collegamento interrotto], su 195.56.77.208.